# 냐샤 하텐디
냐샤 하텐디(Nyasha Hatendi, 1981년 9월 14일 ~ )는 미국의 배우이다. 짐바브웨인 부모 아래서 태어나 짐바브웨, 영국, 미국에서 자랐다. 영화 《레플리카》에 출연하였다.

## 영화
- 에밀과 탐정들 (2001년 영화)
- 굿 셰퍼드
- 유령 작가
- 프론트 러너 (영화)
- 레플리카 (영화)

## 텔레비전
- 홀비 시티
- 무언의 목격자 (드라마)
- 스트라이크 백
- 네모바지 스폰지밥

## 비디오 게임
- 매스 이펙트: 안드로메다

## 라디오
- 파이퍼 알파
- 귀부인의 초상
- 잃어버린 세계 (아서 코난 도일의 소설)

## 연극
- 당신 뜻대로
- 겨울 이야기